# Peever (Dakota del Sur)
Peever es un pueblo ubicado en el condado de Roberts en el estado estadounidense de Dakota del Sur. En el Censo de 2010 tenía una población de 168 habitantes y una densidad poblacional de 523,11 personas por km².

## Geografía
Peever se encuentra ubicado en las coordenadas 45°32′32″N 96°57′22″O / 45.54222, -96.95611. Según la Oficina del Censo de los Estados Unidos, Peever tiene una superficie total de 0.32 km², de la cual 0.32 km² corresponden a tierra firme y (0%) 0 km² es agua.

## Demografía
Según el censo de 2010, había 168 personas residiendo en Peever. La densidad de población era de 523,11 hab./km². De los 168 habitantes, Peever estaba compuesto por el 28.57% blancos, el 0% eran afroamericanos, el 65.48% eran amerindios, el 0% eran asiáticos, el 0% eran isleños del Pacífico, el 0.6% eran de otras razas y el 5.36% pertenecían a dos o más razas. Del total de la población el 2.38% eran hispanos o latinos de cualquier raza.